# Pedro Gallardo Forbes
Pedro Claver (o Clavel) Gallardo Forbes (San Andrés, 1952) es un político colombiano, que se desempeñó como Gobernador del Departamento de San Andrés y Providencia entre 2008 y 2011. 

## Reseña biográfica
Nació en las Isla de San Andrés en 1952. Estudió odontología en la Pontificia Universidad Javeriana, habiéndose especializado en odontopediatría.
Inició trabajando como odontólogo privado en 1980, ejerciendo su profesión hasta 2006. Entre 1981 y 1992 se desempeñó como jefe de salud oral de la Secretaría de Salud de San Andrés. Primo del Representante a la Cámara Julio Gallardo Archbold, se unió al Movimiento de Integración Regional (MIR) y en 1992 fue elegido como uno de los diputados a la primera legislatura de la Asamblea Departamental de San Andrés. Se desempeñó en este cargo hasta 2007, cuando renunció para ser candidato a la Gobernación por el MIR.
Resultó elegido con 8.187 votos en una cerrada contienda contra la candidata Aury Socorro Guerrero del Partido Liberal (Que obtuvo 8.160 votos), en el que este alegó fraude electoral, por lo que el Consejo Nacional Electoral tuvo que intervenir. El 4 de diciembre, por 7 votos contra 2, el Consejo confirmó la elección de Gallardo Forbes. Siendo gobernador tuvo lugar el accidente del Vuelo 8250 de Aires.
En marzo de 2011, aún siendo Gobernador, la Procuraduría le formuló pliego de cargos en su contra ya que firmó un contrato con varias irregularidades. Aun así, no llegó a ser destituido y terminó su mandato. Durante su administración firmó un contrato con sobrecostos de casi 700 millones de pesos en la compra de un lote para un centro de reclusión de menores, obra que no se ha concluido y motivó una investigación de la Fiscalía.
Tras finalizar su mandato como gobernador, volvió a ser diputado. En 2015, la Fiscalía lo condenó a la suspensión de su cargo y a una inhabilidad para ejercer cargos de 10 años por irregularidades durante su gobierno; sin embargo, la sanción le fue cambiada únicamente por una multa de $33.893.423 de pesos.